# Metalia kermadecensis
Metalia kermadecensis is een zee-egel uit de familie Brissidae.
De wetenschappelijke naam van de soort werd in 1990 gepubliceerd door Alan N. Baker & Francis Rowe.